# Spurgia esulae
Spurgia esulae är en tvåvingeart som beskrevs av Gagne 1990. Spurgia esulae ingår i släktet Spurgia och familjen gallmyggor.
Artens utbredningsområde är Italien. Inga underarter finns listade i Catalogue of Life.